# Santa Maria Ancillarum (Nápoly)
A Santa Maria Ancillarum templom Nápoly történelmi központjában.

## Története
Építésének ideje pontosan nem ismert. Feltehetően Mária, Magyarország királynőjének kísérői után kapta az Ancillarum nevet, miután a királynő látogatást tett Nápolyban a Santa Maria Donnaregina-templomban. A 13. században épült gótikus stílusban, oltára a 14. századból származik. Freskóit Giacinta Sacchetti festette.